# Vilma Arêas
 (janvier 2023).
Vilma Arêas (née à Campos dos Goytacazes en 1936) est une écrivaine et essayiste brésilienne,.

## Biographie
Vilma est née à Campos dos Goytacazes en 1936. Elle fait ses débuts en tant qu'écrivaine de fiction en 1976, en publiant le recueil de nouvelles Partidas. Toujours en tant que nouvelliste, elle a écrit A terceira perna (1992, lauréat du prix Jabuti dans la catégorie), Trouxa frouxa (2000) et Vento sul (2011, prix Alejandro José Cabassa de l'União Brasileira de Escritores). Elle est également l'auteure du livre pour enfants Aos trancos e luzilhos (1988),.
Professeure au département de théorie littéraire de l'Institut d'études linguistiques de l'Unicamp, elle étudie l'œuvre de Clarice Lispector, sur laquelle elle a écrit Clarice Lispector com a ponta dos dedos (2005, prix APCA dans la catégorie Littérature).

## Publications
- Canção dos neurónios (1972)
- Partidas(1976)
- Na tapera de Santa Cruz: uma leitura de Martins Pena (1987)
- A terceira perna (1992)
- Aos trancos e relâmpagos (1998)
- Iniciação à comédia (1990)
- Clarice Lispector com a ponta dos dedos (2005)
- Vento sul: ficções (2011)